# Fimbristylis perspicua
Fimbristylis perspicua är en halvgräsart som beskrevs av Ethirajalu Govindarajalu och Sasidh. Fimbristylis perspicua ingår i släktet Fimbristylis och familjen halvgräs. Inga underarter finns listade i Catalogue of Life.